# 島田博 (政治家)
島田 博（しまだ ひろし、1933年（昭和8年）2月6日 - 1998年（平成10年）2月28日）は、昭和から平成時代前期の政治家。埼玉県鴻巣市長。埼玉県議会議長。

## 経歴
埼玉県北足立郡鴻巣町（現鴻巣市）出身。1951年（昭和26年）埼玉県立熊谷高等学校卒業。1963年（昭和38年）鴻巣市議会議員に当選し、1965年（昭和40年）議長となる。1967年（昭和42年）埼玉県議会議員に当選し5期務めた。その間、1977年（昭和52年）3月から翌年3月まで副議長、1982年（昭和57年）3月から翌年4月まで議長を歴任した。1986年（昭和61年）7月、鴻巣市長に当選し1期務めた。